# Sandro Dell'Agnello
Sandro Dell'Agnello (Livorno, 20 ottobre 1961) è un allenatore di pallacanestro ed ex cestista italiano, head coach di Rinascita Basket Rimini.
Per l'ardore agonistico che lo contraddistingueva da giocatore veniva soprannominato spesso come Sandrokan o el Grinta.

## Carriera

### Giocatore

#### Club
Iniziò a giocare a pallacanestro relativamente tardi. Nel 1981 debuttò in prima squadra con la Pallacanestro Livorno, formazione che all'epoca disputava la Serie A2.
Nell'estate 1982, in occasione di un'amichevole a Livorno contro una selezione di All-Star americani, ebbe modo di mettere in evidenza le sue doti fisiche e atletiche riuscendo a stoppare il celebre pivot degli Houston Rockets Moses Malone. Tre anni più tardi, a Bormio, bissò il gesto stoppando questa volta Michael Jordan, giunto in Italia per un tour commerciale.

Dell'Agnello, senza canotta, festeggia lo scudetto 1991

Nel 1984 si chiuse il suo triennio alla "Pielle" con la cessione alla Juvecaserta, di cui diventò uno degli artefici dell'ascesa dei bianconeri ai vertici del basket nazionale. Storica fu la stagione 1990-1991, quando i ragazzi di coach Franco Marcelletti arrivarono a vincere il primo (e ad oggi unico) scudetto della storia del club: Dell'Agnello, titolare in pianta stabile, in regular season contribuì con 13,1 punti e 4,7 rimbalzi di media, che diventarono poi 15,4 punti e 6,5 rimbalzi ai play-off. Nella serie finale vinta contro l'Olimpia Milano, Dell'Agnello scrisse due delle pagine migliori della sua carriera, realizzando 29 punti con 10/11 da due, 2/2 da tre e 3/3 ai liberi in occasione della fondamentale vittoria casalinga di gara 4 e successivamente 30 punti con 6/7 da due, 3/4 da tre e 9/9 ai liberi nella vittoriosa e decisiva trasferta di gara 5 che decise il titolo. Durante i suoi otto anni di permanenza da giocatore in Campania, la squadra vinse anche la Coppa Italia 1988, oltre al fatto di aver disputato, perdendole, altre due finali scudetto (1985-1986 e 1986-1987) ed altrettante finali europee (Coppa Korać 1985-1986 e Coppa delle Coppe 1988-1989). La sua migliore annata dal punto di vista realizzativo fu invece relativa al campionato 1989-1990, quando concluse la regular season a 17,5 punti di media.
La società casertana, per motivazioni economiche, nell'estate 1992 cedette Dell'Agnello alla Virtus Roma. Nella capitale rimase per due stagioni: la prima la chiuse con 13,6 punti tra regular season e play-out, nella seconda invece viaggiò a 14,2 punti in un'annata che vide i capitolini arrivare penultimi e retrocedere in Serie A2 (salvo poi essere ripescati).

Dell'Agnello alla Scavolini Pesaro

La sua carriera continuò alla Victoria Libertas Pesaro, piazza in cui rimane anche in questo caso per due stagioni, oscillando tra i 10,1 punti di media del primo anno e i 7,3 del secondo, tra regular season e play-off.
Arrivò poi alla Mens Sana Siena nell'estate 1996, all'età di 35 anni. Dopo le prime due annate in biancoverde (trascorse rispettivamente con medie di 11,3 e 9,6 punti a gara), scese in Serie A2 per cominciare la stagione 1998-1999 al neopromosso Roseto Basket trovando un minutaggio maggiore, tuttavia a novembre scelse di fare ritorno a Siena dove poi terminò il campionato superando nuovamente (in regular season) i 10 punti di media. La stagione 1999-2000, che lo vide segnare 3,5 punti di media, si rivelò l'ultima da lui passata non solo con la canotta senese, ma anche in Serie A1.
Tra il 2000 e il 2002 giocò per un biennio in Serie A2 nella Pallacanestro Reggiana, dove ritrovò il tecnico dello scudetto casertano Franco Marcelletti. Entrambe le annate terminarono tuttavia in un modo beffardo per la formazione emiliana, dato che nel 2000-2001 la promozione sfumò in gara 5 delle finali play-off per un tiro allo scadere del livornese Ken Barlow, mentre l'anno seguente si concluse con una nuova sconfitta in gara 5 delle finali, questa volta contro Napoli. In questi due campionati, il contributo di Dell'Agnello (nonostante l'età) fu rispettivamente di 16,7 e 10,8 punti a partita.
Le ultime due parentesi della sua carriera da giocatore, entrambe vissute in Serie B d'Eccellenza, furono l'annata 2002-2003 alla Pielle Livorno e l'annata 2003-2004 alla Virtus Siena.
Risulta essere il 5º giocatore di tutti i tempi ad aver giocato più minuti nel campionato italiano con 18 483 in 662 presenze totali (19º di tutti i tempi) e con 7 557 punti segnati (26º). Risulta essere, inoltre, anche il 13º rimbalzista di tutti i tempi con 3 146 e 13º stoppatore con 426, a testimonianza delle notevoli doti atletiche di cui era in possesso.

#### Nazionale
Con la maglia della nazionale italiana vinse l'argento al campionato europeo del 1991. Partecipò inoltre al campionato europeo del 1989, ai campionati mondiali del 1986 e del 1990, e ai Goodwill Games del 1990.

### Allenatore

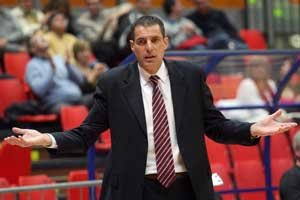
Sandro Dell'Agnello a Livorno da allenatore

Al termine del biennio trascorso da giocatore a Reggio Emilia, nel giugno 2002 venne nominato capo allenatore della stessa formazione reggiana, salvo poi decidere di lasciare l'incarico poche settimane dopo ancor prima di dirigere il primo allenamento.
Nel luglio 2004 venne nominato vice di Walter De Raffaele sulla panchina del Basket Livorno, militante in Serie A. Ricoprì il ruolo di vice per circa due anni e mezzo, lavorando nel frattempo con lo stesso De Raffaele, con Paolo Moretti e con Franco Ciani. A seguito dell'esonero di quest'ultimo, avvenuto nel gennaio 2007, la dirigenza della squadra livornese (ultima in classifica con 6 punti) scelse di promuovere Dell'Agnello a capo allenatore. Non riuscì nell'impresa di raggiungere una salvezza già parzialmente compromessa, ma venne confermato l'anno successivo in Legadue; l'inizio della stagione, con la squadra penalizzata di 4 punti (poi ridotti a 2) e costruita con un budget limitato, non fu facile, con Livorno in piena zona retrocessione, ma la grinta di Dell'Agnello, unita all'importante ritorno di Tommaso Fantoni e al rientro del naturalizzato lettone Troy Ostler, permise ai toscani non solo di salvarsi tranquillamente, ma anche di sfiorare i play-off, tanto da essere nominato a fine stagione allenatore dell'anno di quell'edizione del campionato. Allenò il Basket Livorno anche nel 2008-2009 centrando nuovamente la salvezza, poi la società scomparve per problemi economici.
Il 27 maggio 2009 venne presentato come nuovo capo allenatore della Reyer Venezia, squadra con cui concluse al tredicesimo posto in Legadue.
Nel febbraio 2011 venne chiamato a stagione in corso dal Basket Brescia Leonessa per sostituire l'esonerato Adriano Furlani. Riuscì ad invertire la tendenza e a portare la squadra lombarda alla promozione dalla Serie A Dilettanti alla Legadue. Rimane sulla panchina biancoblu anche per il campionato 2011-2012 che ha visto la squadra qualificarsi ai play-off di Legadue in virtù del settimo posto in classifica.
Nell'agosto 2012 seguì il dirigente Ario Costa, passato da Brescia alla Fulgor Libertas Forlì, compiendo il suo stesso percorso. Un anno più tardi, dopo il quinto posto ottenuto nella Legadue 2012-2013, la coppia Costa-Dell'Agnello passò alla Victoria Libertas Pesaro.. Questa sua parentesi pesarese durò circa un anno e mezzo, fino a quando il 13 gennaio 2015 venne sollevato dall'incarico.
Il 23 giugno seguente ritornò ufficialmente alla Juvecaserta, questa volta nelle vesti di allenatore, dopo gli otto anni vissuti da giocatore tra gli anni '80 e '90. Grazie al ripescaggio avvenuto nella stessa estate, la squadra giocò la Serie A 2015-2016. Rimase sulla panchina bianconera per due stagioni, entrambe terminate con il raggiungimento della salvezza, fino a quando nel luglio 2017 il Consiglio Federale della FIP decise di escludere la società dal successivo campionato per inadempienze economiche.
Dell'Agnello cominciò la stagione Serie A 2017-2018 alla guida della New Basket Brindisi, ma venne esonerato a dicembre per aver avuto un ruolino di due vittorie nelle prime dieci giornate.
Nel 2018-2019 allena Bergamo Basket 2014 in Serie A2, squadra che a fine anno si classificò quarta nel girone Ovest raggiungendo poi le semifinali play-off, perse contro l'Orlandina.
Dopo l'annata bergamasca, Dell'Agnello fece ritorno a Forlì, piazza che nel frattempo aveva ritrovato la A2 ripartendo da una nuova società, la Pallacanestro Forlì 2.015. La prima stagione di questa sua parentesi ebbe come epilogo la definitiva sospensione del campionato per via della pandemia di COVID-19, mentre le due stagioni successive videro l'eliminazione dei biancorossi ai quarti di finale play-off. Il 18 maggio 2022 il club romagnolo annunciò la separazione dal tecnico.
Il 5 luglio 2022 venne annunciato come nuovo allenatore della Real Sebastiani Rieti, formazione di Serie B 2022-2023. La squadra si piazzò al primo posto in regular season e successivamente vinse il proprio tabellone play-off, ma poi perse tutte e tre le partite della poule promozione di Ferrara rispettivamente contro LUISS Roma, Orzinuovi e Vigevano, risultati che fecero sfumare la promozione in A2 sul campo. Tre giorni più tardi, divenne ufficiale il suo addio alla panchina reatina.
Pochi mesi più tardi, il 7 novembre 2023, Dell'Agnello diventò il nuovo allenatore di Rinascita Basket Rimini, squadra che aveva appena esonerato Mattia Ferrari per via di una classifica che la vedeva al penultimo posto con due vittorie nelle prime otto giornate della Serie A2 2023-2024. Le prime partite sotto la nuova gestione videro un'alternanza tra vittorie e sconfitte, ma da fine dicembre in poi ebbe inizio una striscia di 14 vittorie in 16 partite che fece risalire Rimini al sesto posto del proprio girone. Ai quarti di finale play-off arrivò invece un'eliminazione ai quarti di finale contro la Real Sebastiani Rieti. A fine stagione venne confermato con un'estensione biennale valida per le stagioni 2024-2025 e 2025-2026.

## Palmarès

### Squadra

#### Giocatore
- Campionato italiano: 1

Caserta: 1990-91
- Coppa Italia: 1

Caserta: 1988
- Europei:

 Italia 1991

#### Allenatore
- Miglior allenatore del Campionato di Legadue: 1

Livorno: 2007-08